# Rzeczyca (Puławy)
Pour les articles homonymes, voir Rzeczyca.
Rzeczyca (prononciation [ʐɛˈt͡ʂɨt͡sa]) est un village de la gmina de Kazimierz Dolny du powiat de Puławy dans la voïvodie de Lublin, situé dans l'est de la Pologne.
Il se situe à environ 7 kilomètres à l'est de Kazimierz Dolny (siège de la gmina), 12 kilomètres au sud-est de Puławy (siège du powiat) et 39 kilomètres à l'ouest de Lublin (capitale de la voïvodie).
Le village comptait approximativement une population de 5460 habitants en 2006.

## Histoire
De 1975 à 1998, le village est attaché administrativement à l'ancienne Voïvodie de Lublin.

Depuis 1999, il fait partie de la nouvelle voïvodie de Lublin.